# Lírio Bertoli
Lírio Bertoli (Taió, 16 de junho de 1930) é um advogado e político brasileiro.
Filho de José Luís Bertoli e de Amélia Bertoli. Casou com Amália Teresa Galafassi Bertoli.
Nas eleições de outubro de 1962 foi eleito deputado federal à Câmara dos Deputados pelo Paraná, pelo Partido Social Democrático (PSD). Assumiu o mandato em fevereiro de 1963. Na extinção dos partidos políticos pelo Ato Institucional nº 2 e posterior instauração do bipartidarismo, filiou-se à Aliança Renovadora Nacional (Arena). Foi reelegeu em novembro de 1966, assumindo o cargo em fevereiro de 1967. Deixando a Câmara em janeiro de 1971.
Advogado formado pela Faculdade de Direito da Universidade do Paraná.